# Betty Thatcher
Betty Thatcher (16 de fevereiro de 1944 - 15 de agosto de 2011) foi um poetisa da Inglaterra considerada como maior referência das letras das canções da banda Renaissance, desde o álbum Prologue (1972) até A Song For All Seasons (1978), incluindo o famoso álbum Ashes Are Burning (1973).